# С-10
С-10 — советская дизель-электрическая торпедная подводная лодка серии IX-бис, С — «Средняя» времён Второй мировой войны. В Великой Отечественной войне успехов не добилась, погибла в июне 1941 года.

## История корабля
Заложена 10 июня 1937 года на заводе № 112 в Горьком под стапельным номером 242 и литерным обозначением «Н-10». Спущена на воду 20 апреля 1938 года, вступила в строй 31 декабря 1940 года под командованием Б. К. Бакунина.

### Великая Отечественная война
Утром 23 июня С-10 вышла в боевой поход на позицию в Данцигской бухте. Планировались прибытие в указанный район к 25 июня и действия в нём на протяжении последующих двух недель. В дополнение к основной боевой задаче лодка должна была произвести разведку подходов к базе Пиллау для последующей минной постановки. Связи с С-10 не было до 28 июня, когда в 3:15 с неё было получено отправленное в 1:20 сообщение: «Ухожу от погони. В 5:00 буду в Либаве». Город на тот момент был уже занят немецкими войсками, и советское командование приказало лодке двигаться в Таллин. Ответа о получении приказа не последовало, вместо этого через пару часов, около 5 утра было принято сообщение без подписи, опознанное по характеру работы телеграфного ключа как пришедшее с С-10: «Терплю бедствие, нуждаюсь в помощи», после чего связь прекратилась.
Место и причины гибели лодки достоверно неизвестны. Из немецких архивов следует, что С-10 была обнаружена у Пиллау утром 27 июня. Сторожевик V-307 обнаружил погружающуюся подлодку и след торпеды, после чего сбросил на лодку четыре глубинных бомбы. Затем для преследования лодки вышли десять тральщиков, но их действия были безрезультатны. Существует версия, что причиной гибели С-10 стали мины.

### Обнаружение подлодки
В 2017 году российско-литовско-латвийская экспедиция обнаружила в Балтийском море советскую подводную лодку С-10, на протяжении 76 лет считавшуюся пропавшей без вести вместе с 43 членами экипажа. Подлодка была найдена на глубине 65 метров в 35 километрах от Клайпеды (Литва) в том же районе, где три года назад была обнаружена подводная лодка С-4.